# Adolphe Boschot
Adolphe Boschot, né le 4 mai 1871 à Fontenay-sous-Bois (Seine) et mort le 1er juin 1955 à Neuilly-sur-Seine, est un essayiste, musicographe et critique musical français.

## Biographie
Il prépare le baccalauréat au lycée Charlemagne puis, après un service militaire accompli en 1889, poursuit en dilettante des études littéraires en "rhétorique supérieure" au lycée Louis-le-Grand et enfin à la Sorbonne. C'est en revanche dans le cadre familial qu'il s'initie au piano puis au violon, bénéficiant, sur ce dernier instrument, des leçons de Friedrich, violon à l'Opéra et à la Société des Concerts. En 1901, alors qu'il n'a publié que des essais de critique littéraire dont certains reçurent des accueils favorables de la part de Huysmans ou de Sully Prudhomme, il s'oriente vers la musique et fonde la Société Mozart. Capitaine puis, à partir de 1915, chef de bataillon, il accomplit les quatre années de la Première Guerre mondiale dans l'infanterie.
Membre en 1926 puis secrétaire perpétuel en 1937 de l'Académie des beaux-arts, auteur de plusieurs ouvrages consacrés au compositeur Hector Berlioz, dont une biographie en trois volumes, et spécialiste de la musique romantique en général, il a été critique musical à L'Écho de Paris de 1906 à 1913.
Il épouse une des filles du musicien Léopold Dauphin. Sa belle sœur, Marie-Madeleine Dauphin, épousera Franc-Nohain en 1899.

Leur fille, Henriette Boschot (?-1994), fut bibliothécaire à la Bibliothèque-musée de l'Opéra, puis conservateur au Musée Hector Berlioz à La Côte-Saint-André.